# Borawskie-Awissa
Borawskie-Awissa – wieś w Polsce położona w województwie podlaskim, w powiecie grajewskim, w gminie Radziłów.
W latach 1975–1998 miejscowość administracyjnie należała do województwa łomżyńskiego.
Wierni kościoła rzymskokatolickiego należą do parafii św. Anny w Radziłowie.

## Położenie
Wieś Borawskie-Awissa leży nad rzeką Wissą na wschodnich obrzeżach Wysoczyzny Kolneńskiej. Od południa otacza ją otulina Biebrzańskiego Parku Narodowego.
Borawskie-Awissa położone są około 5 kilometrów na północny wschód od Radziłowa. W pobliżu (około 3 km) przebiega droga wojewódzka nr 668 łącząca Piątnicę Poduchowną z Osowcem-Twierdzą.

## Historia
W dniu 8 grudnia 1426 roku książę mazowiecki Janusz I nadał braciom Dobiesławowi, Stanisławowi i Mikołajowi z Borowa (ostrołęckie) 10 włók ziemi, położonych koło wsi Rostusz (obecnie Obrytki) w parafii Przytuły. Wieś została nazwana Borawskie Dobki.
Bracia ci pieczętowali się herbem Cholewa. Prawa własności zostały potwierdzone w 1428 roku przez księcia Władysława I.
W 1439 roku książę Władysław I nadał Mikołajowi z Borawskich Dobków, Maciejowi i Witowi 20 włók ziemi nad rzeką Wissą. Powstała wieś została nazwana Borawskie a Wissa (al. Borawice nad rz. Wissą).
W 1497 roku Bartosz Jakub Borawski z Borawskie a Wissa wziął udział w wyprawie wołoskiej króla Jana Olbrachta. Erazm, Jan, Łukasz, Maciej oraz Marcin Borawski w 1550 roku otrzymali potwierdzenie króla Zygmunta Augusta na posiadane ziemie w Borawskie a Wissa.
W 1784 roku wieś była zaściankiem szlacheckim, zamieszkanym przez następujące rodziny:
Borawscy, Chylińscy, Karwowscy, Rakowscy, Sulewscy, Szymanowscy, Tarwidowie